# Štefan Cigoj
Štefan Cigoj, slovenski politolog, diplomat in družbeno-politični delavec, * 31. marec 1935, Solkan, † september 2021, Solkan.

## Življenje
Po opravljeni maturi na učiteljišču v Tolminu je diplomiral na Visoki šoli za politične vede v Ljubljani in pridobil naziv diplomirani politolog. Bil je nekajkratni udeleženec in komandant mladinskih delovnih brigad. Leta 1957 je postal predsednik Okrajnega komiteja Zveze mladine Slovenije v Novi Gorici in član centralnega komiteja Zveze mladine Slovenije. V letih 1962 in 1963 je bil član sekretariata Okrajnega komiteja ZKS Koper, od 1964 do 1969 pa sekretar Občinske konference ZKS v Novi Gorici in član CK ZKS. Leta 1969 je bil na neposrednih volitvah izvoljen za poslanca v družbeno-političnem zboru Skupščine SFRJ. Od 1973 do 1978 je opravljal funkcijo svetnika za notranje-politična vprašanja na Veleposlaništvu SFRJ v Rimu, nato pa 4-letni mandat generalnega konzula SFRJ v Trstu. Nato je najprej opravljal funkcijo podpredsednika Komisije CK ZKS za mednarodna vprašanja, kasneje pa je postal član Izvršnega odbora Predsedstva SZDL Slovenije odgovoren za manjšinska in izseljenska vprašanja ter član Izvršnega odbora Slovenske izseljenske matice. Leta 1985 je nastopil 4-letni mandat veleposlanika SFRJ v Vatikanu, nato pa je do osamosvojitve Slovenije opravljal dolžnosti veleposlanika v Zveznem sekretariatu za zunanje zadeve v Beogradu. Od leta 1991 je bil zaposlen na slovenskem zunanjem ministrstvu, najprej kot svetovalec in nato kot državni podsekretar Vlade RS. Leta 1999 je v Podgorici odprl Predstavništvo RS v Črni Gori, ki se je kasneje preoblikovalo v Generalni konzulat RS. Od upokojitve leta 2003, do smrti leta 2021, je opravljal številne funkcije, med drugimi je član območnega združenja ZB za vrednote NOB Slovenije - Nova Gorica in predsedstva ZZB za vrednote NOB Slovenije, v katerem opravlja tudi funkcijo predsednika Komisije za mednarodne odnose. V preteklih letih je bil tudi član Komisije za mednarodne odnose Mestne občine Nova Gorica. Bil je soustanovitelj Društva za mednarodne odnose in Kluba nekdanjih slovenskih veleposlanikov ter prejemnik številnih priznanj in odlikovanj, med katerimi tudi: Bronaste medalje za vojne zasluge, Ordena zasluge za narod s srebrno zvezdo, Ordena dela z zlatim vencem in Visokega vatikanskega odlikovanja (Ordine Piano). 